# パシィ・ヴァレ＝デュール
パシィ・メニル・ラシン・クリュブ（Pacy Ménilles Racing Club）は、フランス・パシィ＝シュル＝ウールを本拠地とするサッカークラブチーム。

## タイトル

### 国内タイトル
なし

### 国際タイトル
なし

## 過去の成績
- 2008-09　フランス全国選手権　8位
- 2009-10　フランス全国選手権　5位
- 2010-11　フランス全国選手権　14位(財政問題により降格)
- 2011-12　フランスアマチュア選手権・グループD　14位(財政問題により降格)
- 2012-13　ノルマンディー地域リーグ・Division d'Honneur　5位
- 2013-14　ノルマンディー地域リーグ・Division d'Honneur　6位
- 2014-15　ノルマンディー地域リーグ・Division d'Honneur　3位

## 歴代所属選手
- ジェローム・モレル
- オリヴィエ・アモー
- ジャワド・エル・ハジリ
- エルヴェ・トゥム
- ダウダ・ジャビ
- ヨアン・モンタニエ
- クリストフ・メスリン
- パトリック・ビッスン
- ドミニク・シルヴァ
- シェリフ・ウジャニ
- セバスティアン・キュヴィエ
- ジャン＝フィリップ・リュエル
- クリストフ・メットル
- ヤシン・エル＝アズジ
- ガエル・アングラ
- ロマン・トマ
- ヨアン・フベール